# Gnathocera pulchripes
Gnathocera pulchripes är en skalbaggsart som beskrevs av Paul Norbert Schürhoff 1942. Gnathocera pulchripes ingår i släktet Gnathocera och familjen Cetoniidae. Inga underarter finns listade i Catalogue of Life.